# جاشوا لوگن
جاشوا لاکوود لوگن سوم (انگلیسی: Joshua Lockwood Logan III؛ ۵ اکتبر ۱۹۰۸ – ۱۲ ژوئیهٔ ۱۹۸۸) کارگردان اهل ایالات متحده آمریکا بود. وی بین سال‌های ۱۹۳۲ تا ۱۹۸۷ میلادی فعالیت می‌کرد.

## فیلم‌شناسی
- ایستگاه اتوبوس (۱۹۵۶)
- پیک‌نیک (۱۹۵۵)
- سایونارا (۱۹۵۷)
- فانی (۱۹۶۱)
- کملوت (۱۹۶۷)
- واگنت را رنگ کن (۱۹۶۹)